# Namensänderungsverordnung

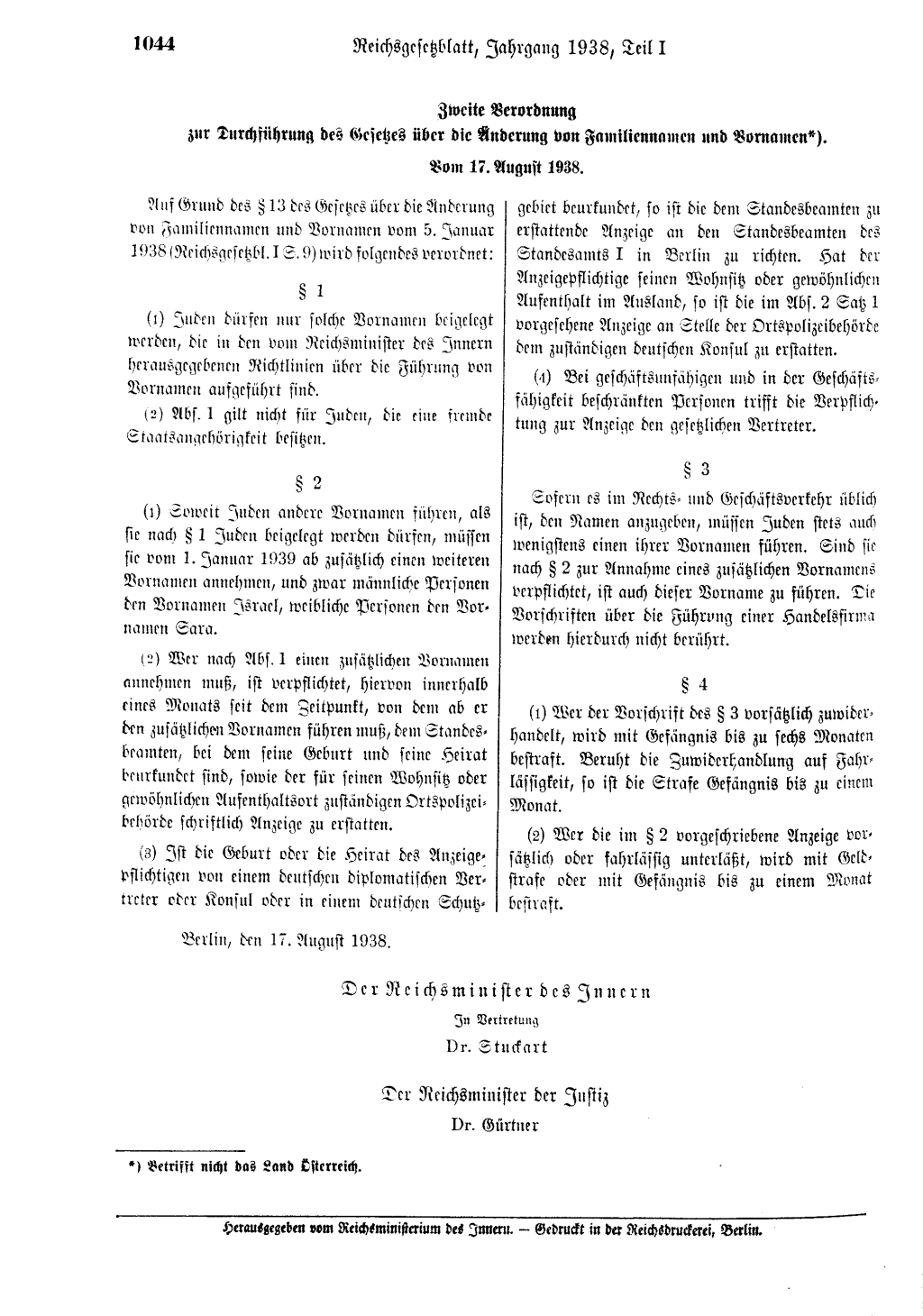
Reichsgesetzblatt vom 17. August 1938: Zweite Verordnung zur Durchführung des Gesetzes über die Änderung von Familiennamen und Vornamen

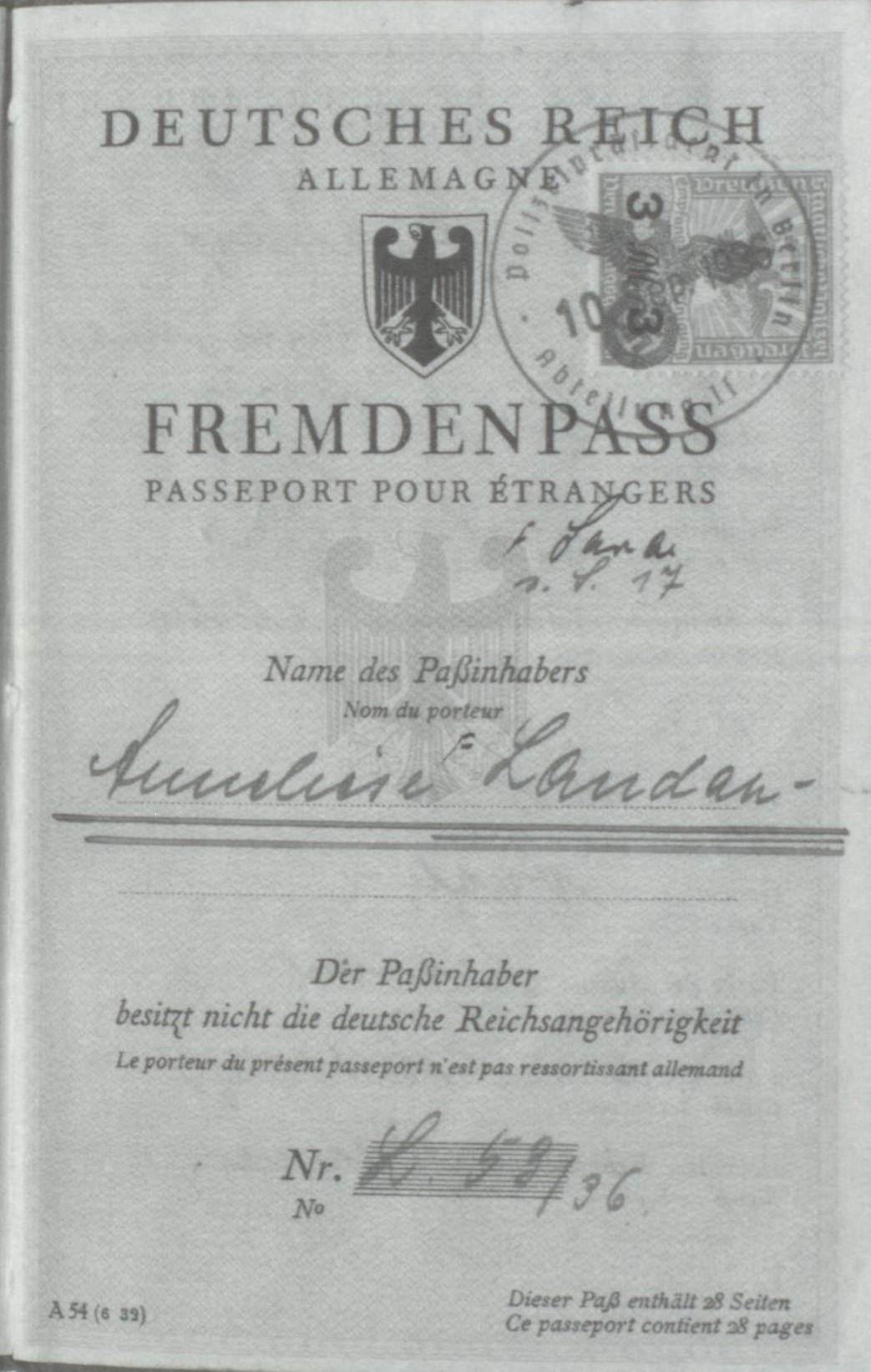
Fremdenpass von Anneliese Landau mit dem nachträglich eingefügten Vornamenszusatz Sara

Die Zweite Verordnung zur Durchführung des Gesetzes über die Änderung von Familiennamen und Vornamen vom 17. August 1938 (RGBl I, 1044) zielte darauf ab, jüdische Deutsche anhand ihrer Vornamen kenntlich zu machen. Sofern sie nicht ohnehin bereits einen jüdischen Vornamen trugen, der „im deutschen Volk als typisch angesehen“ wurde, mussten sie vom Januar 1939 an zusätzlich den Vornamen Israel oder Sara annehmen.

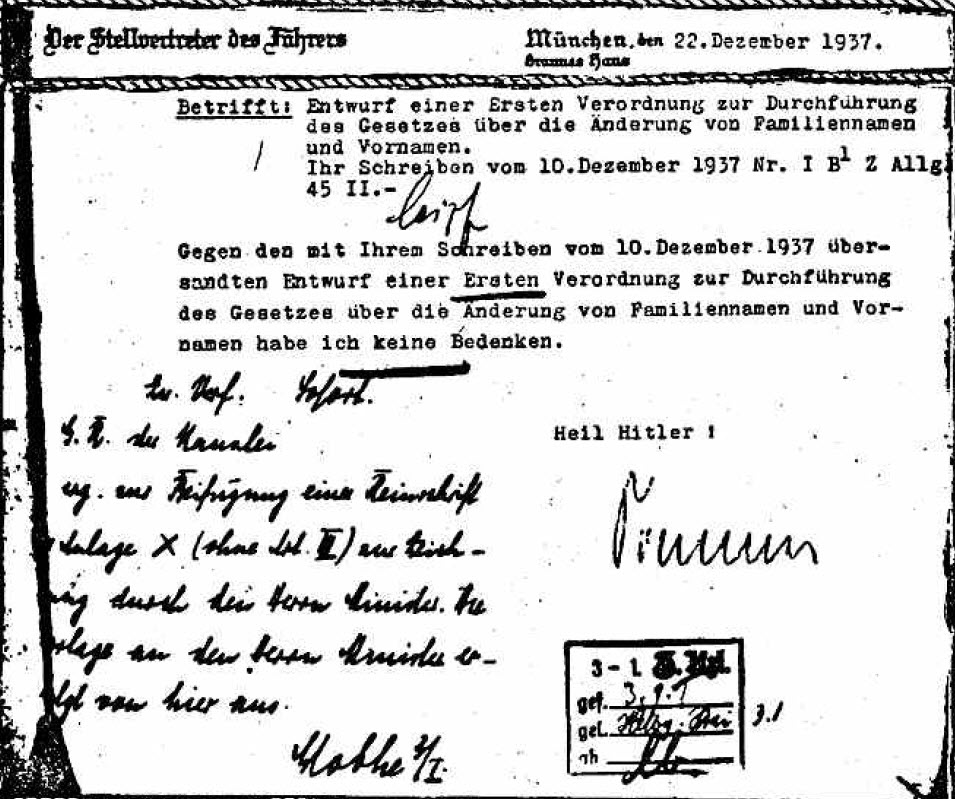
Walther Sommer genehmigt 1937 die erste Durchführungsverordnung. Bearbeiter im Innenministerium ist Globke.

Das zugrunde liegende Gesetz über die Änderung von Familiennamen und Vornamen und die dazu erlassenen Verordnungen wurden federführend vom Reichsinnenministerium erarbeitet und von Hans Globke abgefasst. Diese Durchführungsverordnung wird als „der erste Versuch einer allgemeinen, äußerlichen Kennzeichnung der Juden“ bezeichnet.

## Inhalt der Verordnung
Juden im Sinne der 1. Verordnung zum Reichsbürgergesetz durften künftig nur solche „typisch jüdischen“ Vornamen beigelegt werden, die in den vom Reichsminister des Innern herausgegebenen Richtlinien über die Führung von Vornamen aufgelistet wurden. Deutsche Juden, die bislang andere Vornamen getragen hatten, wurden verpflichtet, zusätzlich Israel bzw. Sara als Vornamen zu führen. Diese Namensänderung war bis zum 31. Januar 1939 beim zuständigen Standesamt sowie bei der betreffenden Ortspolizei anzuzeigen.
Darüber hinaus waren deutsche Juden durch diese Verordnung verpflichtet, im Rechts- und Geschäftsverkehr mindestens einen Vornamen anzugeben, der sie als jüdisch kennzeichnete. Wer dies fahrlässig versäumte, wurde mit Gefängnishaft bis zu einem Monat bestraft; bei Vorsatz konnte die Strafdauer sechs Monate betragen.
„Deutschblütige“ Kinder sollten in Zukunft grundsätzlich nur deutsche bzw. eingedeutschte Vornamen erhalten.

## Geltung
Die Bestimmungen galten auch für Juden deutscher Staatsangehörigkeit, die ihren Wohnsitz im Ausland genommen hatten. Die Verordnung trat am 1. Januar 1939 in Kraft; ihr Geltungsbereich wurde durch eine Verordnung vom 24. Januar 1939 auf Österreich und die sudetendeutschen Gebiete ausgedehnt.
Die Verordnung wurde durch das Kontrollratsgesetz Nr. 1 betreffend die Aufhebung von NS-Recht 1945 aufgehoben.

## Hintergrund
Bereits 1934 hatte Wilhelm Frick seine Befürchtung geäußert, Juden könnten ihre Identität durch Namensänderung verschleiern. Am 19. Juli 1935 unterbreitete er Hitler einen Entwurf, wonach Juden nur dann eine Namensänderung gestattet werden durfte, wenn der neue Name als jüdisch zu identifizieren sei. Abkömmlinge von Juden, die Anfang des 19. Jahrhunderts fürstliche deutsche Namen angenommen hatten, sollten auf Anregung von Franz Gürtner gezwungen werden, diesen Familiennamen abzulegen und den früheren jüdischen Namen anzunehmen. Im Herbst 1936 forderte Martin Bormann vom Stab des Stellvertreters des Führers, dass alle Juden zu ihren Familiennamen den Zusatz „Jude“ führen sollten. Diese Eingabe wurde im Reichsinnenministerium nicht weiter bearbeitet; auch die oben angeführten Pläne führten nicht sofort zu entsprechenden Verordnungen.
Nach dem Gesetz über die Änderung von Familiennamen und Vornamen vom 5. Januar 1938 (RGBl. I, S. 9) konnte jedoch eine Namensänderung, die vor dem 30. Januar 1933 genehmigt worden war, bis zum 31. Dezember 1940 widerrufen werden, wenn diese Namensänderung „nicht als erwünscht anzusehen“ war. Dieses Gesetz ermächtigte den Reichsinnenminister zugleich, Vorschriften zur Führung von Vornamen zu erlassen.
Die „Dritte Bekanntmachung über den Kennkartenzwang“ vom 23. Juli 1938 (RGBl. I, S. 922) verpflichtete alle deutschen Juden, bis zum 31. Dezember 1938 bei der zuständigen Polizeibehörde die Ausstellung einer Kennkarte zu beantragen und bei Anträgen, die sie an amtliche oder parteiamtliche Dienststellen richteten, unaufgefordert auf ihre Eigenschaft als Jude hinzuweisen.

## Reaktionen
Zumindest die assimilierten deutschen Juden lehnten die in der Liste aufgeführten Namen als „komisch klingende jiddische oder Ghettonamen“ entschieden ab. „Abends dann fiel der neue Schlag, auf den wir warteten. […] Nicht Jonas, Josua, Benjamin, die sich ertragen ließen, sondern furchtbarste, kaum bekannte, zum Teil beleidigende Namen, und was für Fr.[iedrich] in Betracht kommt, wer andere Vornamen hat, muss ihnen, als Mann: Israel, als Frau: Sara hinzufügen.“
Jochen Klepper vermerkte im Tagebuch: „Die Liste der Vornamen, die für neugeborene Judenkinder festgesetzt ist, bedeutet zu achtzig Prozent eine sadistische Verhöhnung. Die biblischen, berühmten Namen sind den Juden gesperrt.“  Die 76-jährige Hedwig Jastrow nahm sich am 29. November 1938 das Leben, um nicht den Zwangsnamen tragen zu müssen: „[…] Und ich will begraben werden mit dem Namen, den meine Eltern mir gegeben und teils vererbt haben und auf dem kein Makel haftet. Ich will nicht warten, bis ihm ein Schandmal angehängt wird. Jeder Zuchthäusler, jeder Mörder behält seinen Namen. Es schreit zum Himmel!“
Zarah Leander, welche gerade große Erfolge in Deutschland feierte, änderte ihren bürgerlichen Namen von Sara zu Zarah um weiterhin engagiert zu werden.